# Henry Normand (entomologiste)
Pour les articles homonymes, voir Normand (homonymie).
Henry Normand, de son nom complet Joseph Henri Adelson Normand, né le 25 février 1868 à Tours et décédé le 6 août 1959 au Kef en Tunisie, est un médecin et entomologiste français.

## Biographie et carrière médicale
Henry Normand naît le 25 février 1868 à Tours, au 22 de la rue Boucassin. Fils d’un avoué près le tribunal civil de Tours, petit-fils d’un avocat et d’un banquier, c’est pourtant la médecine qui l’attire. C’est pourquoi il passe un baccalauréat ès lettres et sciences restreint. Interne à l’hôpital général de Tours en 1890, il s’intéresse parallèlement à la botanique.
Il rejoint l’armée en 1892 comme médecin auxiliaire de réserve. En 1894, il parfait sa formation médicale à l’École d’application du Val-de-Grâce d’où il sort quatorzième sur 55. Il est alors nommé médecin aide-major à l’hôpital militaire de Toulouse puis à Nevers en 1895. C’est là qu’il demande à partir en Afrique.
En octobre 1896, il est muté à l’hôpital du Belvédère à Tunis. Il n’y reste que deux mois avant d’être envoyé en poste à Kébili dans le sud du pays. Il en revient gravement malade en juin 1897, atteint de fièvre typho-palustre lors d’une tournée de vaccination. Une fois rétabli, il est transféré dans le nord de la Tunisie qu’il parcourt au gré de ses multiples affectations : Téboursouk (1897), Tunis (1898), Souk El Arba (1899), Fondouk Jedid (1900) puis Kairouan (1901).
C’est cette année là, le 25 novembre, qu’il est décoré du Nichan Iftikhar, au rang d’officier, sur proposition du résident général de France en Tunisie.
L'année suivante, il est nommé officier d'académie (ancêtre des Palmes académiques).
Mais, en juillet 1902, il doit être hospitalisé à Bizerte des suites de la fièvre contractée à Kébili ; il est alors rapatrié à Port-Vendres où il dirige l’infirmerie hôpital de la Place. Le 18 avril 1904, il démissionne de l'armée — officiellement pour raison de santé — pour être versé dans la réserve.
Il se marie en mai 1904 et devient simple médecin à Collioure puis à Foix, mais ses années en Tunisie lui ont laissé la nostalgie de ce pays.
En 1908, il quitte définitivement la France et s’établit au Kef en Tunisie. Médecin de colonisation, il est amené à remplacer le médecin de l’hôpital-infirmerie du camp militaire du Kef à de multiples occasions, comme l’y oblige son rang d’officier de réserve. Il est ainsi mobilisé en 1914 pour remplacer les médecins partis au front, d’abord au Kef puis à Sousse et enfin à l’Hôpital serbe de Sidi Fathallah en 1916. Ces derniers récompensent d’ailleurs ses services en lui attribuant l'Ordre royal de Saint-Sava en 1927.
Le 20 juillet 1916, il est fait  Chevalier de la Légion d'honneur en récompense de sa carrière.
Cependant, ces multiples mutations l’ont épuisé. Le 25 septembre 1917, atteint d’une hypertrophie du cœur, il est enfin rayé des cadres de l’armée à l'âge de 49 ans. Il est alors nommé médecin-chef de l’hôpital du Kef où il reste jusqu’à sa retraite en 1937.

C’est là qu’il fait la connaissance du jeune Habib Bourguiba en 1920. Alors âgé de 17 ans, ce dernier a été envoyé au Kef où son frère Mohamed est auxiliaire médical auprès du docteur Normand comme il le raconte dans une conférence le 19 octobre 1973 : 
« Au début de 1920, je rejoignis mon frère au Kef [...] Mes forces m’avaient trahi et il me fallait m’occuper de ma santé. La nourriture à l’hôpital était excellente. Mon frère jouissait d’un grand prestige au Kef. On l’appelait « Le Docteur ». Bénéficiant de la confiance totale du Dr Normand, médecin de l’hôpital, il dirigeait en fait l’établissement. Il recevait les malades, les soignait pendant que le Dr Normand était plongé dans des parties interminables d’échecs avec des partenaires musulmans qui ne parlaient pas le français. »
 Il y reste un an et demi jusqu’à ce que son état de santé lui permette de regagner Tunis.

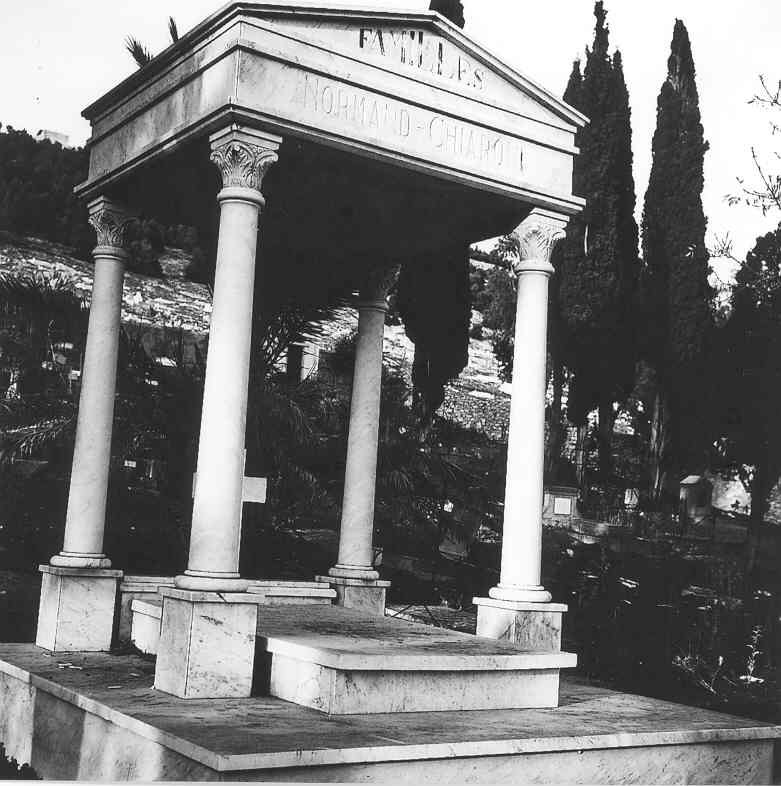
Caveau du docteur Normand dans les années 1960.

Henry Normand est nommé vice-président de la municipalité du Kef en 1921, ce qui équivaut aux fonctions de maire à cette époque du protectorat français, où la place de président est automatiquement dévolue à un Tunisien privé de tout pouvoir ; il y reste onze ans, jusqu’en 1932.
Le 1er janvier 1922, il devient commandeur du Nichan Iftikhar, toujours sur proposition du résident général.
Après avoir pris sa retraite de médecin-chef, il reste au Kef jusqu’à sa mort le 6 août 1959, trois ans après l’Indépendance de la Tunisie. Il est enterré au cimetière chrétien du Kef où sa sépulture se trouve toujours.

## Carrière d'entomologiste
En parallèle de sa carrière de médecin, Henry Normand publie de nombreux articles sur l’entomologie en Tunisie. Ses multiples déplacements lors de sa carrière militaire l’amènent à étudier la répartition de la population des coléoptères sur l’ensemble du territoire tunisien ainsi que dans le sud de la France. Il rapporte un matériel très riche de ses prospections qu’il adresse à Louis Bedel ainsi qu’à Maurice Pic qui lui dédie en 1900 un Malthodes normandi.
Il rejoint la Société entomologique de France le 26 juin 1895, parrainé par Philippe Grouvelle ; il en sera membre à vie. De nombreux collègues mentionnent dans leurs articles les spécimens que leur envoie Normand,. Sa première communication paraît en 1901 dans le bulletin de la société.
En 1909, il fait partie des membres fondateurs de la Société d'histoire naturelle d'Afrique du Nord à Alger. Deux ans plus tard, il expose dans le journal L’Échange la technique du lavage de terre qu’il a mise au point alors qu’il était en poste à Collioure. Cette méthode très simple et d'un coût négligeable est adoptée dans le monde entier et toujours utilisée de nos jours,.
Il passe toute sa vie à rassembler une collection unique de coléoptères et de hétéroptères exposée dans sa maison du Kef. Entre 1933 et 1938, il publie dans le bulletin de la Société d'histoire naturelle d'Afrique du Nord les résultats de ses recherches sous la forme d'un Catalogue des coléoptères de Tunisie. Cet ouvrage ne contient que le matériel qu’il a déterminé et fait vérifier par un réseau de correspondants envers lequel il se montre fort généreux. Grâce à la maison Winckler à Vienne, qui lui échange du matériel contre des coléoptères, il pratique la microphotographie et la photographie stéréoscopique. En 1935 et 1936 il accompagne et guide Charles Alluaud jusque dans les dunes du Grand Erg, près d'El Oued.
Il compte léguer sa collection au Muséum national d'histoire naturelle de Paris mais la vigilance du chef de l'État tunisien fait qu’elle ne peut sortir du territoire. Elle est maintenant conservée au laboratoire d’entomologie-écologie à l'Institut national agronomique de Tunisie.
Un demi-siècle après sa mort, « l’essentiel de nos connaissances sur la faune coléoptérologique de Tunisie provient des travaux réalisés avant la Seconde Guerre mondiale par le Dr Henry Normand ». Son « catalogue des coléoptères de la faune tunisienne » est toujours cité en référence dans les publications ayant trait à de nouvelles découvertes en Tunisie,,,,,,, en Algérie,, au Maroc,, ou en Afrique du Nord en général,. Toutefois, loin de se limiter au Maghreb, ses recherches sont connues de l’autre côté de la Méditerranée puisqu’elles sont citées dans des publications concernant la France,,,,, mais aussi l'Italie,, l’Espagne et jusqu’en Bulgarie, en Arabie saoudite, au Kirghizistan ou en Afrique du Sud.

## Principales publications

### Ouvrage publié
- H. Normand, Contribution au catalogue des coléoptères de Tunisie, Alger, éd. Minerva, 1936[41]

## Espèces dédiées à H. Normand
Liste non exhaustive donnée par ordre chronologique des dédicaces :
- Bostrychoplites normandi (Lesne, 1897) (Col. Bostrichidae) -- Ernobius normandi Pic, 1899 (Col. Anobiidae) -- Brachycerus normandi Desbrocher, 1899 (Col. Brachyceridae) -- Atheta normandi (Fauvel, 1900) (Col. Staphylinidae) -- Phloeocharis (s. str.) normandi Fauvel, 1903 (Col. Staphylinidae) -- Hydroporus normandi Régimnart, 1903 (Col. Dytiscidae) --Speonomus (s. str.) normandi (Jeannel, 1906) (Col. Leiodidae) -- Strumigenys normandi Santchi, 1910 (Hym. Formicidae) -- Pseudothamnurgus normandi Eggers, 1910 (Col. Scolytinae) -- Pselaphostomus normandi Reitter, 1910 (Col. Staphylinidae, Pselaphinae) -- Messor lobicornis normandi Santchi, 1918 (Hym. Formicidae) -- Ornithodorus (Alectorobius) normandi Larrousse, 1923 (Arachnida, Acari, Argasidae) -- Rhizotrogus (Pseudoapterogyna) normandi Peyerimhoff, 1945 (Col. Scarabaeidae) -- Geotrogus normandi Peyerimhoff, 1949 (Col. Scarabaeidae, Melolonthinae) -- Bryaxis normandi (Jeannel, 1950) (Col. Staphylinidae, Pselaphinae) -- Tychus normandi Jeannel, 1950 (Col. Staphylinidae) -- Dermestes normandi Kalik, 1951 (Col. Dermestidae) -- Meligethes normandi Easton, 1954 (Col. Nitidulidae) -- Tychomorphus normandi Jeannel, 1956 (Col. Staphylinidae) --Hybalus normandi Baraud, 1980 (Col. Scarabaeidae) -- Pholioxenus normandi Olexa, 1984 (Col. Histeridae) -- Bacillopsis normandi Orousset, 1985 (Col. Staphylinidae, Osoriini)...

## Quelques genres et espèces décrits par H. Normand
Liste non exhaustive donnée par familles de coléoptères :
- Genres : Bacillopsis Normand, 1920 -- Bipammosus Normand, 1938 (Col. Scarabaeidae)...
- Exaesiopus grosclaudei Normand, 1935 (Col. Histeridae) -- Catomus grosclaudei Normand, 1936 (Col. Tenebrionidae) -- Geomitopsis grosclaudei Normand, 1936 - Staphylinus inauratus Normand, 1947 (Col. Staphylinidae) -- Bembidion grosclaudei, 1940 (Col. Carabidae) -- Hybalus servulus Normand, 1949 - Pachydema (Artia) zohra Normand, 1951 (Col. Scarabaeidae) -- Cryptocephalus blanduloides Normand, 1947 - Cryptocephalus (Burlinius) jocularius Normand, 1947 - Gonioctena (Spartoxena) procax (Normand, 1947) - Cassida (Tylocentra) tectiformis Normand, 1949 (Col. Chrysomelidae) -- Sitona demoflysi Normand, 1949 (Col. Curculionidae) -- Mordella (Mediimorda) evanescens Normand, 1949 (Col. Mordellidae)...

## Sources
- Robert Constantin, « Mémorial des coléoptéristes français », Bulletin de l'association des coléoptéristes de la région parisienne (ACOREP), no 14 (supplément),‎ 1992, p. 66
- Maximilien Lambert, « Marcel Grosclaude (1888-1991) La passion de la chasse entomologique », Le Coléoptériste, vol. 7, no 1,‎ 2004, p. 9-14
- Yves Gomy, « Les Histeridae: des Coléoptères qui se méritent. », Terre Vive, no 154 (Hors série),‎ 2009